# デビルクラッシュ
『デビルクラッシュ』(DEVIL CRASH) は、1990年7月20日にナグザットから発売されたPCエンジン用コンピュータピンボールである。
映画『エイリアン』（1979年）をモチーフにした同社のピンボールゲーム『エイリアンクラッシュ』（1988年）の続編。
1991年にメガドライブに移植され『デビルクラッシュMD』（英題：Dragon's Fury）のタイトルで発売された他、1991年のAMショーで『デビルショック』というタイトル名でアーケード版が出展されていたが、発売中止になっている。
かつてはハドソンが登録商標などの権利を取得していたが、株式会社ハドソンは2012年にコナミデジタルエンタテインメント (KDE) に吸収合併され、現在はKDEが著作権を保有している。
PCエンジン版は2007年にWii用ソフトとしてバーチャルコンソールにて配信された他、2009年にPlayStation 3およびPlayStation Portable用ソフトとしてゲームアーカイブスにて、2015年にWii U用ソフトとしてバーチャルコンソールにてそれぞれ配信されている。
PCエンジン版はゲーム誌『ファミコン通信』の「クロスレビュー」にてゴールド殿堂入りを獲得した。

## 移植版
| No. | タイトル                         | 発売日                                    | 対応機種                                                 | 開発元       | 発売元                | メディア                                | 型式                | 備考                                             |
| --- | -------------------------------- | ----------------------------------------- | -------------------------------------------------------- | ------------ | --------------------- | --------------------------------------- | ------------------- | ------------------------------------------------ |
| 1   | デビルクラッシュMD Dragon's Fury | 1991年10月10日 1991年 1992年9月24日       | メガドライブ                                             | テクノソフト | テクノソフト テンゲン | 4メガビットロムカセット                 | T-18053 301034-0150 |                                                  |
| 2   | デビルクラッシュ                 | 2007年6月19日 2007年7月23日 2007年7月27日 | Wii                                                      | コンパイル   | ハドソン              | ダウンロード （バーチャルコンソール）   | -                   | PCエンジン版の移植、2019年1月31日 配信・販売終了 |
| 3   | デビルクラッシュ                 | 2009年7月15日                             | PlayStation 3 PlayStation Portable (PlayStation Network) | コンパイル   | ハドソン              | ダウンロード （PCエンジンアーカイブス） | -                   | PCエンジン版の移植                               |
| 4   | デビルクラッシュ                 | 2015年3月18日 2017年6月29日               | Wii U                                                    | コンパイル   | KDE                   | ダウンロード （バーチャルコンソール）   | -                   | PCエンジン版の移植                               |

メガドライブ版
テクノソフトよりメガドライブへ『デビルクラッシュMD』 の名で移植された。海外では『Dragon's Fury』のタイトルでテンゲンから発売されている。

## 評価
PCエンジン版
ゲーム誌『ファミコン通信』の「クロスレビュー」では9・8・9・8の合計34点（満40点）でゴールド殿堂入りを獲得、レビュアーからは「横揺らしがサポートされていないのと、ストレートでセンター落ちの多さが気になる」とゲームシステム面で一部不満の声が聞かれたが、総評としては「このピンボールゲームはけっこう完成度が高い」、「ボーナスステージやいろんな仕掛けが盛りだくさんで、ホントに楽しい」、「『エイリアンクラッシュ』と比較してもよく練り込まれているし、動きもよい」など、完成度、ボリューム面、ゲーム性において概ね肯定的に評価された。
その他、『月刊PCエンジン』では80・80・95・80・90の平均85点（満100点）、『マル勝PCエンジン』では8・7・9・7の合計31点（満40点）、『PC Engine FAN』の読者投票による「ゲーム通信簿」での評価は以下の通りとなっており、23.30点（満30点）となっている。また、この得点はPCエンジン全ソフトの中で70位（485本中、1993年時点）となっている。同雑誌1993年10月号特別付録の「PCエンジンオールカタログ'93」では、「『エイリアンクラッシュ』の続編。グロテスクな雰囲気と豊富な仕掛けがさらにパワーアップされた。フィールド上には常にモンスターが動いていて、それにボールを当てると得点が入る。ボールの動きが非常にリアル」と世界観やピンボールとしての再現性において肯定的なコメントで紹介されている。
| 項目 | キャラクタ | 音楽 | 操作性 | 熱中度 | お買得度 | オリジナリティ | 総合  |
| 得点 | 3.87       | 3.72 | 4.12   | 4.09   | 3.73     | 3.78           | 23.30 |
メガドライブ版『デビルクラッシュMD』
ゲーム誌『ファミコン通信』の「クロスレビュー」では合計27点（満40点）、「メガドライブFAN」の読者投票による「ゲーム通信簿」での評価は以下の通りとなっており、23.39点（満30点）となっている。
| 項目 | キャラクタ | 音楽 | 操作性 | 熱中度 | お買得度 | オリジナリティ | 総合  |
| 得点 | 3.80       | 4.15 | 4.07   | 3.97   | 3.76     | 3.64           | 23.39 |

## 続編
日本国内としての続編はスーパーファミコン用ソフト『邪鬼破壊（じゃきクラッシュ）』（1992年）があるが、日本国外ではテンゲンから発売された日本国外版『Dragon's Fury』の直接的な続編である『Dragon's Revenge』（1993年）がGenesisで発売されている。この作品には海外で製作された作品の為、ナグザットやコンパイル、そしてテクノソフトのスタッフは全く関わっていない。なお、この『Dragon's Revenge』は後に日本のメガドライブでも1993年12月10日に発売されているが、デビルクラッシュとの繋がりはオミットされ、単体の作品という扱いになっている。

## その他
前作『エイリアンクラクラッシュ』は「'88AVAグランプリ ビデオゲーム特別賞」を受賞していたことから、本作のPCエンジン版のパッケージには『'88 AVA 第1回グラフィック賞受賞』というコピーが表記されていた。更にスーパーファミコンで発売されたシリーズ3作目となる『邪鬼破壊』のパッケージでは、『'88.'90年AVAグランプリ特別賞受賞シリーズ』と銘打たれたコピーが表記されており、本作が1990年のAVAグランプリで特別賞を受賞していたことが分かる。